# 木内八郎
木内八郎（きうち はちろう、1932年3月 - 2007年1月）は、日本の土俵作り職人。

## 来歴
東京都出身。土俵作りの名手として知られ、国民体育大会で使用される土俵はほとんどが木内の手がけたものであった。2006年、咽頭がんを患うも大阪総体のための土俵作りに参加し体調が悪化。2007年1月に死去した。若兎馬の熱心な後援者としても知られた。
| スタブアイコン | サブスタブ | この項目は、まだ閲覧者の調べものの参照としては役立たない、スポーツ関係者に関連した書きかけの項目です。この項目を加筆・訂正などしてくださる協力者を求めています（P:スポーツ/PJ:スポーツ人物伝）。 |